# 丰图阿

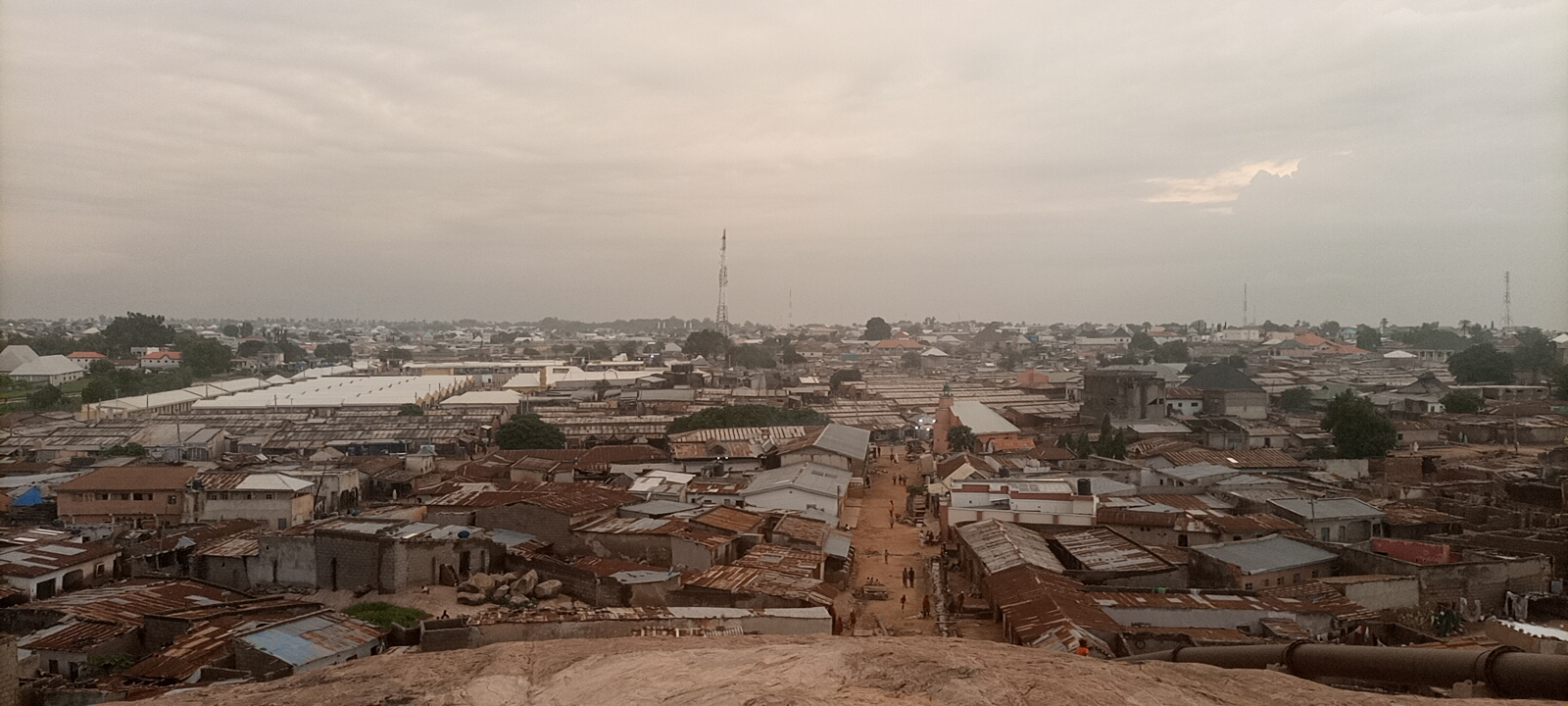
丰图阿

丰图阿（Funtua）是尼日利亚卡齐纳州的一座城市，人口约16万（2007年），占地面积448 km²。年均气温32度，相对湿度44%。索科托河的发源地位于丰图阿附近。
11°32′N 7°19′E / 11.533°N 7.317°E